# Félix Alaba Job
Pour les articles homonymes, voir Job.
Félix Alaba Job, né le 24 juin 1938 à Esure (Nigeria), est un prélat catholique nigérian, évêque auxiliaire (1971-1974) puis évêque diocésain (1974-1994) et enfin archevêque (1994-2013) d'Ibadan.

## Biographie
À la fin de ses études secondaires, il entre au séminaire et est adopté par les vénérables Sergio et Domenica Bernardini qui financent ses études à Rome.
Le 24 décembre 1966, il est ordonné prêtre à l'âge de 28 ans. 
Le 11 mars 1971, il est nommé évêque auxiliaire d'Ibadan et évêque titulaire d'Abthugni par le pape Paul VI. Il est alors consacré le 4 juillet suivant par Mgr Richard Finn, assisté de Mgrs John Aggey et Anthony Sanusi. Le 5 octobre 1974, soit trois mois après la démission de Mgr Richard Finn, le pape Paul VI le nomme évêque diocésain d'Ibadan. 
Le 26 mars 1994, le pape Jean-Paul II élève le diocèse d'Ibadan au rang d'archidiocèse. Mgr Job en devient ainsi le premier archevêque. Il est également élu président de la Conférence épiscopale nigériane.
Au cours de son épiscopat, il se positionne notamment contre l'amnistie des membres de Boko Haram et dénonce les « fraudes et falsifications des résultats électoraux » de 2007,. Il développe également l'éducation au sein de son diocèse et fonde le centre de formation en aquaculture et en agriculture pour les jeunes défavorisés,.
Le 29 octobre 2013, alors qu'il vient d'atteindre ses 75 ans, le pape François accepte sa démission. Il devient ainsi archevêque émérite d'Ibadan.